# Ganguleea angulosa
Ganguleea angulosa är en bladmossart som beskrevs av Robert Zander 1989. Ganguleea angulosa ingår i släktet Ganguleea och familjen Pottiaceae. Inga underarter finns listade i Catalogue of Life.